# Губная помада (фильм)
«Губная помада» (англ. Lipstick) — американский фильм-драма 1976 года выпуска, снятый режиссёром Ламонтом Джонсоном. В главных ролях: Марго Хемингуэй, Мэриел Хемингуэй и Крис Сарандон. Мировая премьера фильма состоялась 2 апреля 1976 года.

## Сюжет
Красотку-манекенщицу Крис МакКормик (Марго Хемингуэй) насилует поклонник, Гордон Стюарт (Крис Сарандон), а на суде заявляет, мол, «она сама хотела». Суд оправдывает Стюарта, руководствуясь стереотипом, что фотомодели по природе своей — шлюхи. После того как негодяй пытается посягнуть на несовершеннолетнюю сестру героини (Мэриел Хемингуэй), она решает мстить.

## Актёры
- Марго Хемингуэй
- Крис Сарандон
- Мэриел Хемингуэй
- Энн Бэнкрофт
- Перри Кинг